# Andrea Bolgi

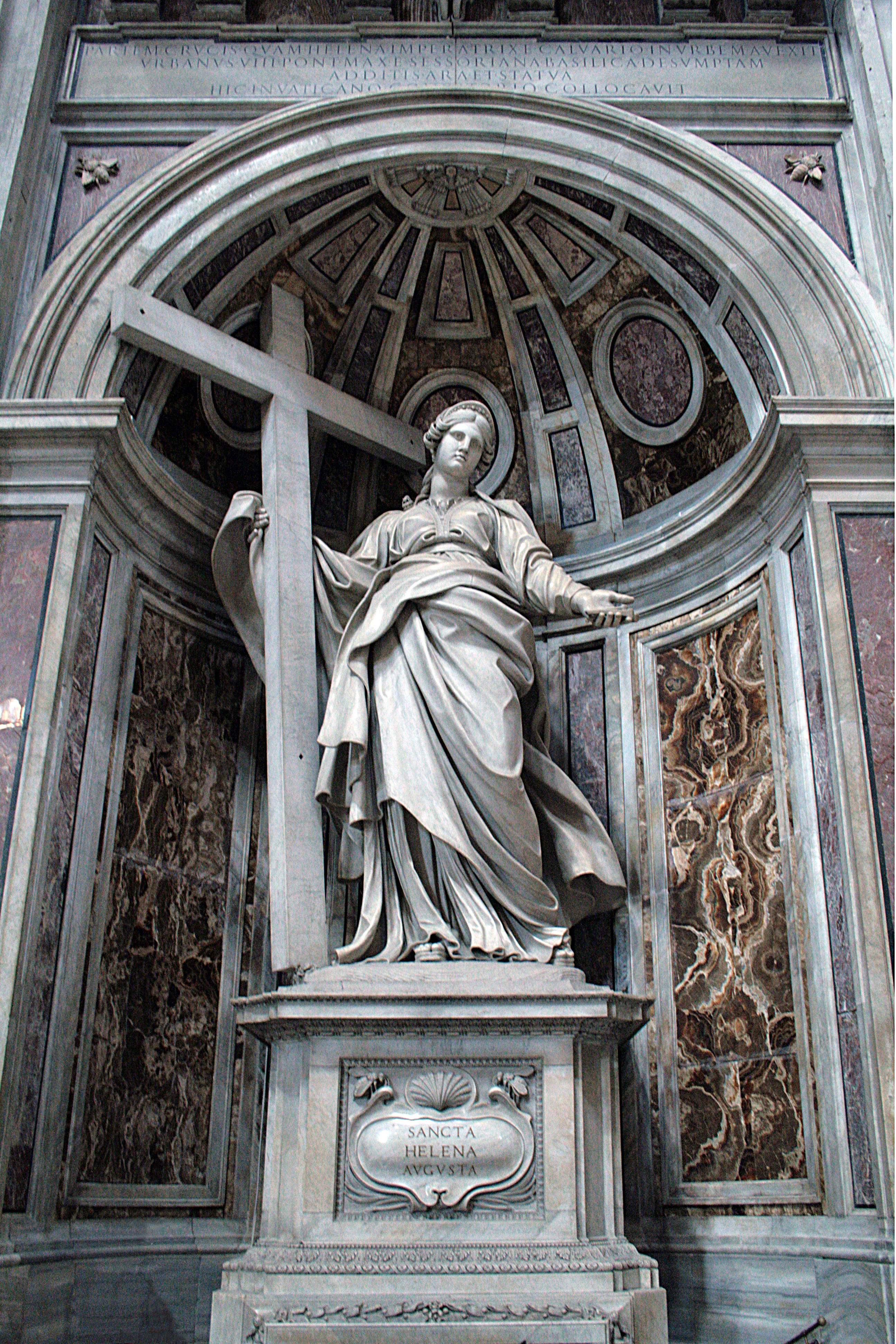
Szent Helén szobra a vatikáni Szent Péter-bazilikában

Andrea Bolgi (Carrara, 1605 – Nápoly, 1656) olasz szobrász.
Carrara márványmunkáiról híres városában született, de élete legnagyobb részét Rómában és Nápolyban töltötte. Szobrásztanulmányait Firenzében végezte; a város a 17. század egyik konzervatív központja volt. Rómában egy olyan szobrászokból álló csoporthoz tartozott, akiket az őket barokk stílusával jelentősen befolyásoló Giovanni Lorenzo Bernini alkalmazott. A Szent Péter-bazilika kereszthajójának egyik falmélyedésében álló Szent Helén-szobrot (1629-1639, a képen) ő készítette.
1640 után Bolgi Nápolyba költözött, ahol főleg mellszobrairól volt híres.